# Georg Ludwig von Maurer
Georg Ludwig von Maurer (Erpolzheim, 1790. november 2. – München, 1872. május 9.) lovag, bajor politikus és jogtudós, Konrad von Maurer édesapja.

## Élete
Jogot végzett és a bírói pályára lépett. 1826-ban tanár lett a müncheni egyetemen, 1831-ben pedig az urak házának tagja. 1832-ben Görögországba távozott Ottó királlyal, ahonnan 1834-ben tért vissza. 1847 februárjában a külügyi és igazságügyi tárcát kapta, melyekről november 30-án leköszönt. Megemlítésre méltó, hogy Maurer a bajor büntetőtörvénykezés és polgári rendtartás újjászervezése körül nagy érdemeket szerzett.

## Fontosabb művei
- Geschichte des altgermanischen und altbayrischen Gerichtsverfahrens (1824)
- Das griechische Volk vor und nach dem Freiheitskampf (3 kötet, 1835-36)
- Geschichte der Markenverfassung in Deutschland (1856)
- Geschichte der Fronhöfe, der Bauernhöfe und der Hofverfassung in Deutschland (4 kötet, 1862-1863)
- Geschichte der Dorfverfassung in Deutschland (2 kötet, 1865-1866)
- Geschichte der Städteverfassung in Deutschland (4 kötet, 1866-71)